# USA i olympiska vinterspelen 1984
USA deltog med 107 deltagare vid de olympiska vinterspelen 1984 i Sarajevo. Totalt vann de fyra guldmedaljer och fyra silvermedaljer.

## Medaljer

### Guld
- Scott Hamilton - Konståkning
- Bill Johnson - Alpin skidåkning, störtlopp
- Phil Mahre - Alpin skidåkning, slalom
- Debbie Armstrong - Alpin skidåkning, storslalom

### Silver
- Steve Mahre - Alpin skidåkning, slalom
- Christin Cooper - Alpin skidåkning, storslaom
- Rosalynn Sumners - Konståkning
- Kitty Carruthers och Peter Carruthers - Konståkning, par